# Emoto Joko
Joko Emoto (江本 城幸, sinh ngày 9 tháng 4 năm 1966) là một cầu thủ bóng đá người Nhật Bản.

## Sự nghiệp câu lạc bộ
Joko Emoto đã từng chơi cho Kashima Antlers.